# IC 610
IC 610 је спирална галаксија у сазвјежђу Лав која се налази на листи објеката дубоког неба у Индекс каталогу.
Деклинација објекта је + 20° 13' 37" а ректасцензија 10h 26m 28,4s. Привидна величина (магнитуда) објекта IC 610 износи 14,0 а фотографска магнитуда 14,8. IC 610 је још познат и под ознакама IC 611, UGC 5653, MCG 3-27-34, CGCG 94-52, CGCG 124-20, FGC 1067, PGC 30670.